# Mark Verheiden
Mark Verheiden est un auteur de comics, scénariste et producteur américain, né le 26 mars 1956.

## Filmographie

### Cinéma
Scénariste
- 1987 : Terror Squad (en)
- 1994 : The Mask
- 1994 : Timecop
- 2003 : Timecop 2 : La Décision de Berlin
- 2007 : My Name Is Bruce

### Télévision
Scénariste
- 1997 : Expériences interdites (1 épisode)
- 1997-1998 : Timecop (3 épisodes)
- 1999 : Le Flic de Shanghaï (1 épisode)
- 1999 : Deux privés à Vegas (en) (2 épisodes)
- 2001 : FreakyLinks (2 épisodes)
- 2001-2004 : Smallville (11 épisodes)
- 2005-2009 : Battlestar Galactica (9 épisodes)
- 2009-2010 : Heroes (4 épisodes)
- 2010 : Caprica (1 épisode)
- 2011-2012 : Falling Skies (4 épisodes)
- 2013 : Hemlock Grove (1 épisode)

Producteur
- 1997 : Timecop (1 épisode)
- 1999 : Deux privés à Vegas (en) (10 épisodes)
- 2001-2004 : Smallville (62 épisodes)
- 2005 : Dark Shadows (en)
- 2005-2009 : Battlestar Galactica (60 épisodes)
- 2007 : Battlestar Galactica: Razor
- 2007 : Battlestar Galactica : Les flashbacks de Razor (7 épisodes)
- 2009-2010 : Heroes (25 épisodes)
- 2011-2012 : Falling Skies (20 épisodes)
- 2013 : Hemlock Grove (3 épisodes)

## Distinctions
Nominations
- Saturn Award :
  - Saturn Award du meilleur scénario 1995 (Timecop)
- Prix Hugo :
  - Meilleur film 1995 (The Mask)